# Dylan Kussman
Dylan Kussman (Los Angeles, 21 de janeiro de 1971) é um ator de televisão ator que desempenhou o papel de Richard Cameron em no filme Dead Poets Society tambem como Dr. Allen Painter no filme The Way of the Gun em 2000. Ele também apareceu em filmes como Wild Hearts Can't Be Broken, Leatherheads e X2, ele é o escritor, diretor e estrela do drama The Steps. Kussman nasceu e foi criado em Los Angeles, Califórnia. Ele freqüentou a Universidade da Califórnia em Berkeley. Em 2009 ele se mudou para Chattanooga, Tennessee. Em 2005 participou da série House MD na 1ª temporada.

## Ligações Externas
- Dylan Kussman. no IMDb.